# كيلي ليجن
كيلي ليجن (بالإنجليزية: Kelly Liggan)‏ مواليد 5 فبراير 1979 في دبلن، هي لاعبة كرة مضرب أيرلندية سابقة وكانت تلعب باليد اليمنى، اعتزلت اللعب في 2010. أعلى تصنيف لها في الفردي كان 181. أعلى تصنيف لها في الزوجي كان 113.

## روابط خارجية
- كيلي ليجن على موقع رابطة محترفات التنس (الإنجليزية)
- كيلي ليجن على موقع الاتحاد الدولي لكرة المضرب (الإنجليزية)
- كيلي ليجن على موقع كأس بيلي جين كينغ (الإنجليزية)
- كيلي ليجن على موقع خلاصة التنس.كوم (الإنجليزية)
- كيلي ليجن على موقع إي إس بي إن.كوم (الإنجليزية)